# Parlament Hel·lènic
El Parlament Hel·lènic (en grec: Βουλή των Ελλήνων; Vouli ton Ellinon; literalment 'Consell dels Grecs') és el parlament de Grècia, localitzat a la Plaça Síndagma a Atenes a l' Antic Palau Reial, institució democràtica suprema que representa els ciutadans grecs a través dels 300 Membres del Parlament (MP), elegits per sufragi directe, universal, secret i obligatori, per a un període de 4 anys.

## Edifici
L'edifici era originalment el palau de la monarquia grega fins al 1924, quan la monarquia va ser suprimida per referèndum. Durant 2 anys, va servir com a hospital i museu i, el setembre de 1926, el govern va decidir la seva transformació a la seu del parlament.
S'hi està treballant en diverses millores, com un pàrquing subterrani de 700 places.

## Funcionament
Segons els articles 7, 9, 10 i 11 del reglament del Parlament Hel·lènic, el President del parlament es tria per majoria absoluta, és a dir 151 vots. Si no s'assoleix, es fa una segona ronda en què es tria el President per majoria simple.

### Tria dels diputats
El Parlament Hel·lènic té 300 diputats, que es trien per un període de 4 anys amb un sistema de representació proporcional "reforçada". De les 59 circumscripcions electorals que hi ha al país, n'hi ha 7 que són uninominals, és a dir, només estan representades per un diputat. Les llistes són obertes i els votants poden triar directament els diputats que volen. Tanmateix, el partit més votat rep 50 diputats addicionals; aquest "reforç" ajuda el guanyador de les eleccions a assolir la majoria absoluta. El partit que rep aquests escons els assigna a diputats que no han estat elegits pels votants.
Qualsevol ciutadà grec amb 17 anys o més el dia de les eleccions es pot presentar com a candidat a ser diputat. Els funcionaris (amb l'excepció dels professors d'universitat) no s'hi poden presentar si no renuncien a la seua plaça abans.

## Composició Actual

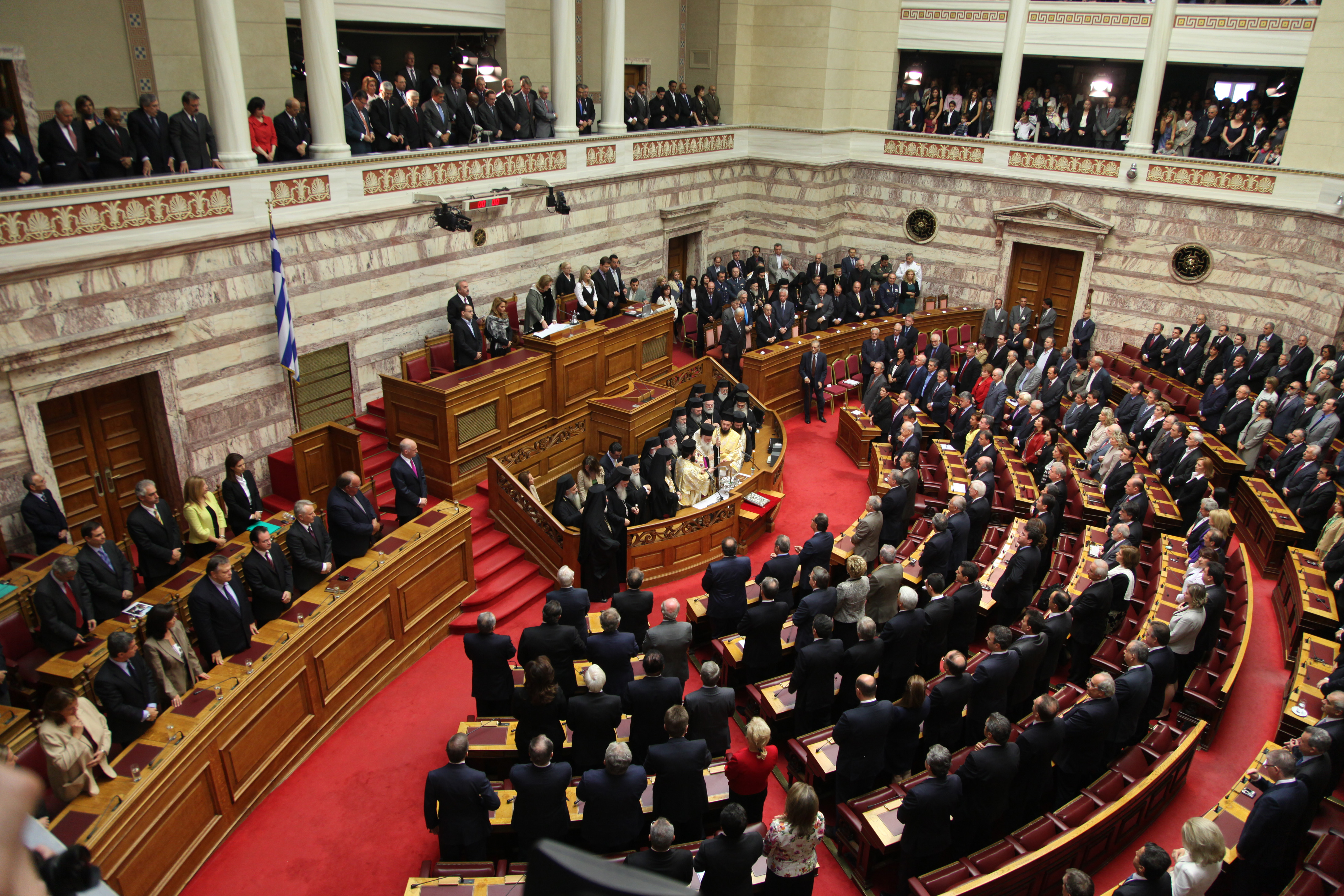
Saló de Plens.

| Grup Parlamentari                | Ideologia             | President                  | Diputats  |
| -------------------------------- | --------------------- | -------------------------- | --------- |
| Nova Democràcia                  | Liberal-conservador   | Kiriakos Mitsotakis        | 155 / 300 |
| PASOK – Moviment pel Canvi       | Socialdemocràcia      | Nikos Androulakis          | 33 / 300  |
| Syriza                           | Socialdemocràcia      | Socrates Famellos (interí) | 26 / 300  |
| Partit Comunista de Grècia (KKE) | Comunisme             | Dimitris Koutsoumpas       | 21 / 300  |
| Solució grega                    | Populisme de dretes   | Kyriakos Velopoulos        | 11 / 300  |
| Nova Esquerra                    | Centreesquerra        |                            | 11 / 300  |
| Victoria (Niki)                  | Extrema-dreta         | Dimitris Natsios           | 9 / 300   |
| Curs de Llibertat                | Populisme d'esquerres | Zoe Konstantopoulou        | 6 / 300   |
| Independents                     |                       |                            | 24 / 300  |
| Vacants                          |                       |                            | 3 / 300   |
| Font: Parlament Hel·lènic        |                       |                            |           |